# Cheval (Floride)
Pour les articles homonymes, voir Cheval (homonymie).
Cheval est une census-designated place située dans le comté de Hillsborough, dans l’État de Floride, aux États-Unis. Sa population s’élevait à 10 702 habitants lors du recensement de 2010.

## Démographie
| 2000  | 2010   | - | - | - | - |
| ----- | ------ | - | - | - | - |
| 7 602 | 10 702 | - | - | - | - |

## Source
- (en) Cet article est partiellement ou en totalité issu de l’article de Wikipédia en anglais intitulé « Cheval, Florida » (voir la liste des auteurs).